# José Pío Cisneros
José Pío Cisneros (Andalgalá, Catamarca, 1777 - SaN Fernando del Valle de Catamarca, 1834) fue un militar y político argentino.
Perteneció a la élite catamarqueña, relacionado con familias como los Soria Medrano, los Segura, los Augier o los Barros Sarmiento. Desde joven asistió a las reuniones sociales aristocráticas, donde conoció a su mujer, Doña Anastasia Sánchez de Loria. Entre sus hijos se destacan Pío Cisneros y José Anastasio Cisneros.
Fue guerrero de la independencia, dirigiendo los aportes de su pueblo, Andalgalá, para la guerra contra la Corona española en el Ejército del Norte, y acompañando en algunas campañas al general Belgrano.
A fines de la década de 1810 fue Comandante de Andalgalá, y durante la Anarquía del Año XX fue Teniente de Gobernador de Catamarca.
Durante su gobierno, consultó al gobernador cordobés Juan Bautista Bustos, sobre la pertinencia o no de declarar la autonomía provincial. Bustos le aconsejó desistir de su intento, considerando que sólo las jurisdicciones grandes podrían subsisitir como provincias autónomas. Cisneros pareció conformarse, y mantuvo a su provincia unida a la República de Tucumán.
No obstante, meses después, el propio Cisneros convocó el Cabildo Abierto realizado el 25 de agosto de 1821, con una masiva asistencia de personas importantes de la época, es decir, sacerdotes, militares, hacendados y grandes mercaderes fundamentalmente, más algunos ciudadanos respetables. En éste se declaró 

"que el pueblo de Catamarca era tan libre como todos los demás de la establecida Unión del Sud, y que podía, lo mismo que cada uno de ellos, usar sus regalías y derechos, y que, en ejercicio de estas naturales dotes, podía también la unión y dependencia que por medio de sus diputados había contraído con la República de Tucumán".

 También se dispuso el nombramiento del primer Gobernador de la provincia Don Nicolás Avellaneda y Tula.
- Datos: Q5944778